# 1990 QL3
1990 QL3 är en asteroid i huvudbältet som upptäcktes den 28 augusti 1990 av den amerikanske astronomen Henry E. Holt vid Palomarobservatoriet.
Den tillhör asteroidgruppen Vesta.